# Crotalaria dubia
Crotalaria dubia là một loài thực vật có hoa trong họ Đậu. Loài này được Graham miêu tả khoa học đầu tiên.